# Punta Sulè
La Punta Sulè è una montagna delle Alpi Graie (Gruppo Autaret-Ovarda) alta 3.384 m s.l.m. e situata in comune di Usseglio (TO).

## Descrizione

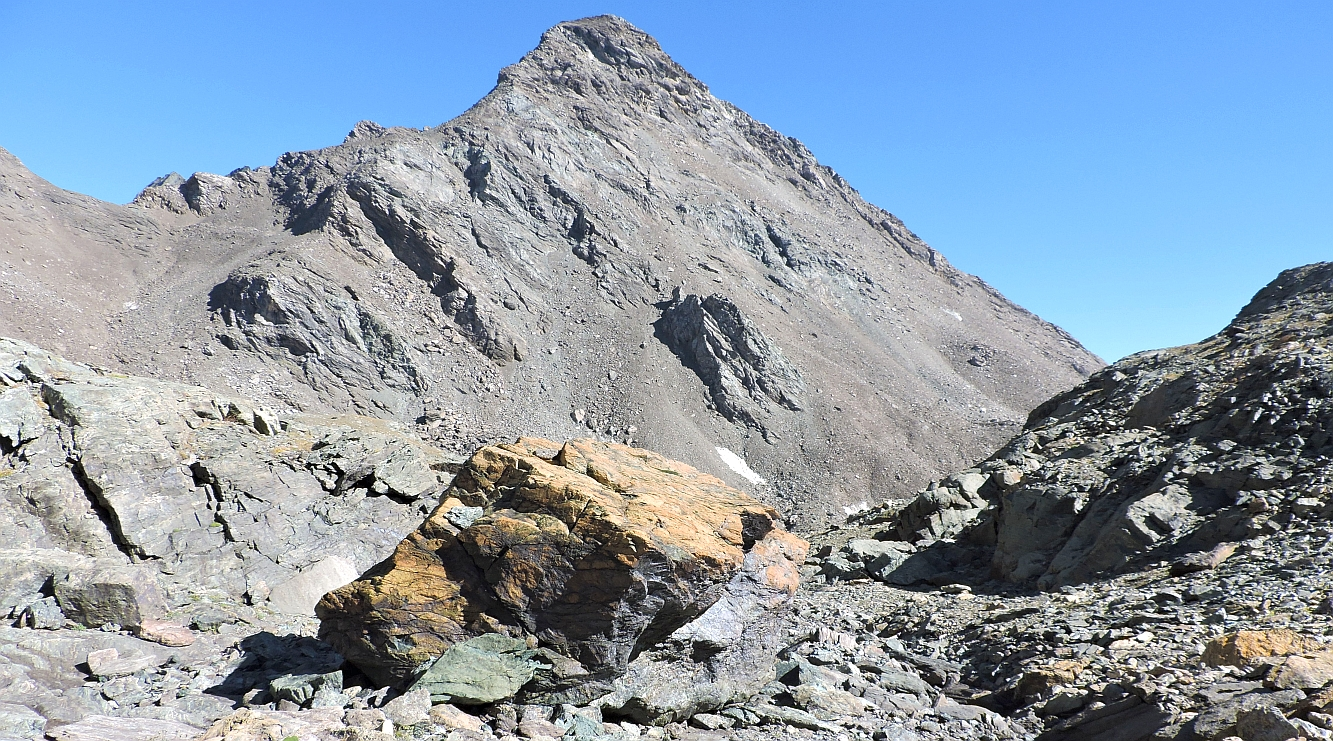
Versante ovest

La montagna è la maggiore elevazione del crinale spartiacque tra i due valloni nei quali si biforca la parte terminale della Valle di Viù, quello di Peraciaval (a nord e laterale del vallone d'Arnas) e quello che ospita il lago di Malciaussia (a sud).
A nord-ovest il colle Sulè la separa dalla testa Sulà (3073 m s.l.m.), mentre a est il colletto della Lera (3320 m s.l.m.) la divide dal Monte Lera.
Amministrativamente la montagna ricade nel comune di Usseglio (TO).
Sulla cima sopra un grosso ometto è collocata una piccola statua bianca del Cristo, mentre su un altro ometto poco discosto si trova un parafulmine. Il panorama dalla vetta comprende le principali montagne delle Alpi Occidentali, tra le quali il gruppo dell'Argentera, il Viso, le Alpi del Delfinato, il Bianco, il Gran Paradiso e il Rosa.

## Accesso alla cima

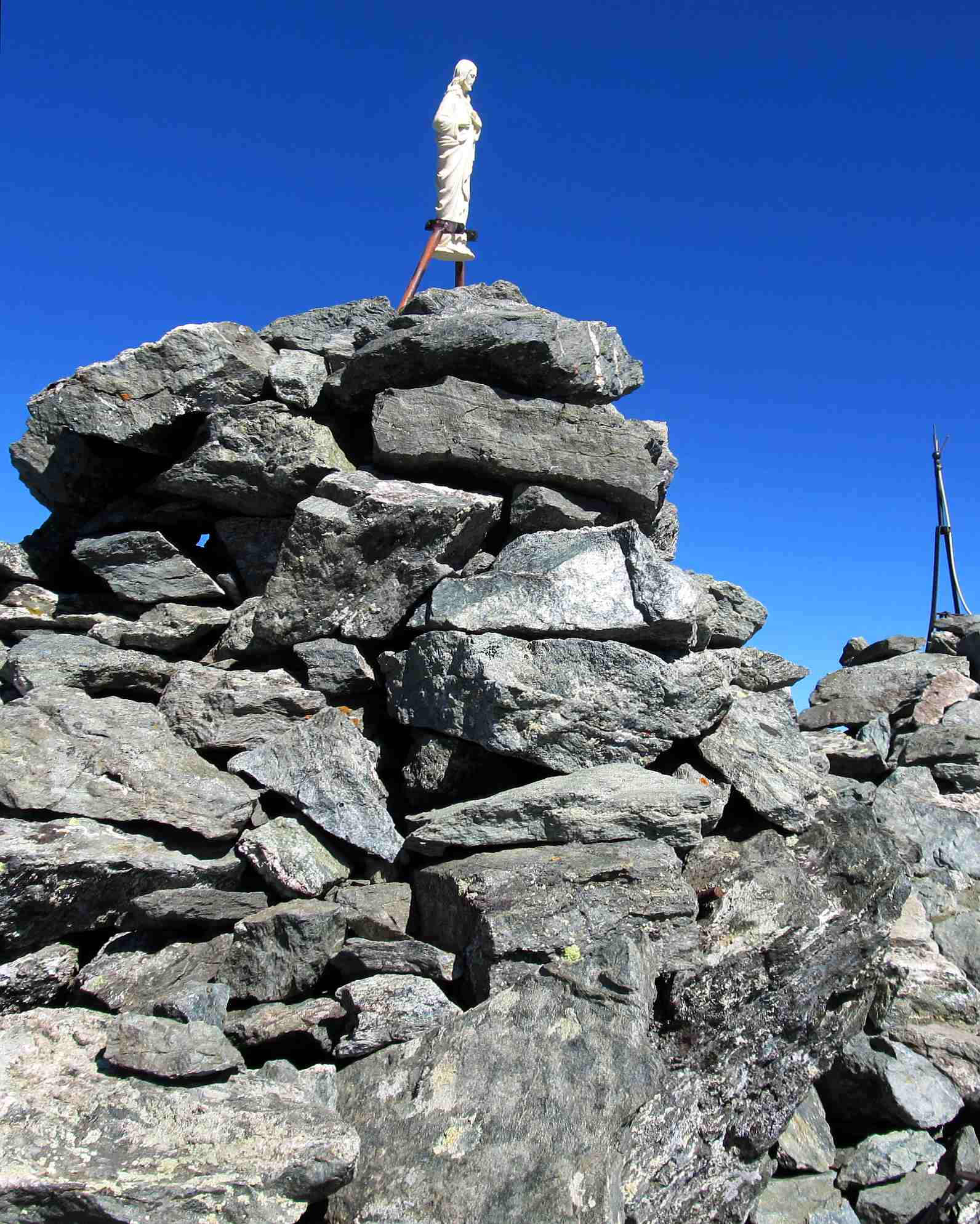
La vetta della montagna

La via di salita usuale è quella che dal lago di Malciaussia sale al Pian Sulè (2.530 m) e raggiunge la montagna seguendone la pietrosa cresta sud-occidentale. Tale percorso, anche se piuttosto lungo (circa 1.600 metri di dislivello), non richiede particolari abilità alpinistiche. Le frequenti nebbie della zona tuttavia esigono un'ottima capacità di orientamento.
L'escursione è valutata di difficoltà EE.
La traversata dal monte Lera è invece di tipo alpinistico, con difficoltà di tipo F+.

## Punti di appoggio
- Rifugio Vulpot
- Rifugio Luigi Cibrario

### Cartografia
- Cartografia ufficiale italiana dell'Istituto Geografico Militare (IGM) in scala 1:25.000 e 1:100.000, consultabile on line
- Istituto Geografico Centrale - Carta dei sentieri e dei rifugi scala 1:50.000 n. 2 Valli di Lanzo e Moncenisio
- Istituto Geografico Centrale - Carta dei sentieri e dei rifugi scala 1:25.000 n.110 Alte Valli di Lanzo (Rocciamelone - Uja di Ciamarella - Le Levanne)